# 比米尼路
比米尼路（英語：Bimini Road），又稱比米尼墻（Bimini Wall），是北美洲巴哈馬群島北比米尼島水下的一組岩石地形。這組地形長800米，成東北-西南的線性走向，由石灰岩構成。

## 歷史
1968年9月2日，J.Manson Valentine在距離北比米尼島西北海岸5.5米的水下遇到了一個遼闊的路面，後來發現了許多不同尺寸和厚度的圓形石頭。這些路面成東北-西南線性走向，後來被成為比米尼路或比米尼墻。在Valentine發現該地形之後，不少地理學家、建築學家、人類學家、海洋工程師以及無數的潛水員前來考察。除了比米尼路以外，調查人員還發現另外兩條像路一樣的線性地形與它平行。

## 比米尼路的年代
學者曾嘗試透過不同方法去判斷比米尼路建成的年代。這些方法包括有利用放射性碳定年法及铀釷测年法。根據這些方法估算，石牆大致在3500年前建成。因此，有地質學家認為只是天然岩石。

## 腳註
1. ↑  Valentine, J. M., 1969, Archaeological enigmas of Florida and the Western Bahamas. Muse News (Miami Museum of Science). v. 1, pp. 26-29,41-47 (1969, June).
2. ↑  Valentine, J. M., 1973, Culture pattern seen. Muse News (Miami Museum of Science). v. 4, pp. 314-315, 331-334 (April 1973)
3. ↑  Valentine, J.M., 1976, Underwater Archeology in the Bahamas. Explorers Journal. v. 54, no. 4, pp. 176-183.
4. ↑  Gifford, J.A., and M.M. Ball, 1980, Investigation of submerged beachrock deposits off Bimini. National Geographic Society Research Reports. v. 12, pp. 21–38.
5. ↑  YouTube上的

## 外部連結
- Photographs on altarcheologie.nl
- Article: Archaeological Anomalies in the Bahamas, by Douglas G. Richards （页面存档备份，存于）

25°45′54″N 79°16′48″W / 25.765°N 79.28°W